# Anolis carpenteri
Anolis carpenteri – gatunek jaszczurki z rodziny Anolidae. Żyje w lasach, nad brzegami rzek i na plantacjach Ameryki Centralnej.

## Systematyka
Gatunek zalicza się do rodzaju Anolis. Zaliczany bywał też do Norops, obecnie uznawanego za młodszy synonim Anolis. Rodzaj Anolis umieszcza się obecnie w monotypowej rodzinie Anolidae. W przeszłości zaliczano go jednak do rodziny legwanowatych (Iguanidae).

## Rozmieszczenie geograficzne
Zasięg występowania tego gada obejmuje następujące leżące w Ameryce Centralnej państwa: Kostaryka, Nikaragua, Panama; niektóre źródła wymieniają też Honduras.
Wedle badań z 2002 spotyka się go na obszarach leżących na wysokości od 4 do 1100 m n.p.m.

## Siedlisko
Habitat opisywanej jaszczurki tworzą pierwotne lasy i brzegi rzek, gdzie usadawia się ona na omszałych głazach, ale także środowiska zmodyfikowane: plantacje Theobroma cacao, na których rosną też Bactris gasipaes i Cordia alliodora.

## Zagrożenia i ochrona
W Czerwonej księdze gatunków zagrożonych IUCN Anolis carpenteri jest klasyfikowany jako gatunek najmniejszej troski (LC, ang. Least Concern).
Brak informacji na temat liczebności populacji i jej trendu. Część zasięgu występowania zwierzęcia obejmuje tereny podlegające ochronie.